# 뉴스 01~04
《뉴스 01~04》는 매일 새벽 1시에 방송되는 연합뉴스TV의 새벽 정시 뉴스 프로그램이다.